# Sasquatch Sunset
Sasquatch Sunset ist ein US-amerikanisches Filmdrama von David und Nathan Zellner. In dem dialogfreien Film spielen Riley Keough, Christophe Zajac-Denek, Jesse Eisenberg und Regisseur Nathan Zellner die Mitglieder einer vierköpfigen Gruppe von Sasquatches, deren Leben in freier Natur über den Zeitraum von einem Jahr gezeigt wird. Die Weltpremiere von Sasquatch Sunset fand im Januar 2024 beim Sundance Film Festival statt. Der US-Kinostart erfolgte im April 2024.

## Handlung
Es ist Frühling im Humboldt County. Eine vierköpfige Gruppe von Sasquatches zieht gemeinsam durch eine abgelegene, meist bewaldete und gebirgigen Region an der nordwestlichen Pazifikküste. Die Gruppe besteht aus einem größeren und aggressiven Alphamännchen, einem Sasquatch von kleinerer Statur und einem weiteren männchlichen und einem weiblichen Sasquatch. Sie kommunizieren durch grunzähnliche Laute miteinander. Ihre Tage verbringen sie größtenteils mit dem Essen, meist von Farnen, Blüten, Beeren und Pilzen, aber auch Schnecken, Vogeleier und Lachse stehen auf ihrem Speiseplan, wenn es ihnen gelingt, einen zu erlegen.
Der etwas jüngere Sasquatch und das Weibchen haben regelmäßig Geschlechtsverkehr. Zum Übernachten bauen sie sich aus Ästen und Farnen oder aus Schilfgräsern einen kleinen Unterschlupf, je nachdem was sie gerade in der Natur finden. Sie leben im Einklang mit der Natur. Die Tiere des Waldes, wie Dachse, Stinktiere und Schmetterlinge, sind ihre Freunde und zeigen keinerlei Scheu vor den behaarten Wesen. Als die vier Sasquatches mitten im Wald auf eine Straße stoßen, wissen sie nicht, was das ist. Sie sind erschrocken, reagieren aggressiv und verrichten ihr Geschäft auf der fremden Schneise inmitten der Natur.
Als ihr Alpha erst von verdorbenen Beeren berauscht und dann durch den Konsum eines Fliegenpilzes übermütig geworden die Gruppe verlässt, legt er sich im Wald mit einem Puma an. Sie finden ihn später tot und bereits von dem Raubtier angenagt und begraben ihn im Wald.
Im Sommer bemerkt das Sasquatchweibchen, dass es schwanger ist. Sie sind nicht allein in der Gegend. Vermehrt finden sich Spuren und Hinweise auf eine moderne Zivilisation außerhalb des Waldes. Als der größere Sasquatch in einem Fluss einen von Holzfällern rot markierten Baumstamm entdeckt und sich daran zu schaffen macht, kommt dieser in Bewegung und klemmt ihn ein. Seine beiden Begleiter können ihn nicht retten. Er ertrinkt, und auch ihn begraben sie im Wald.

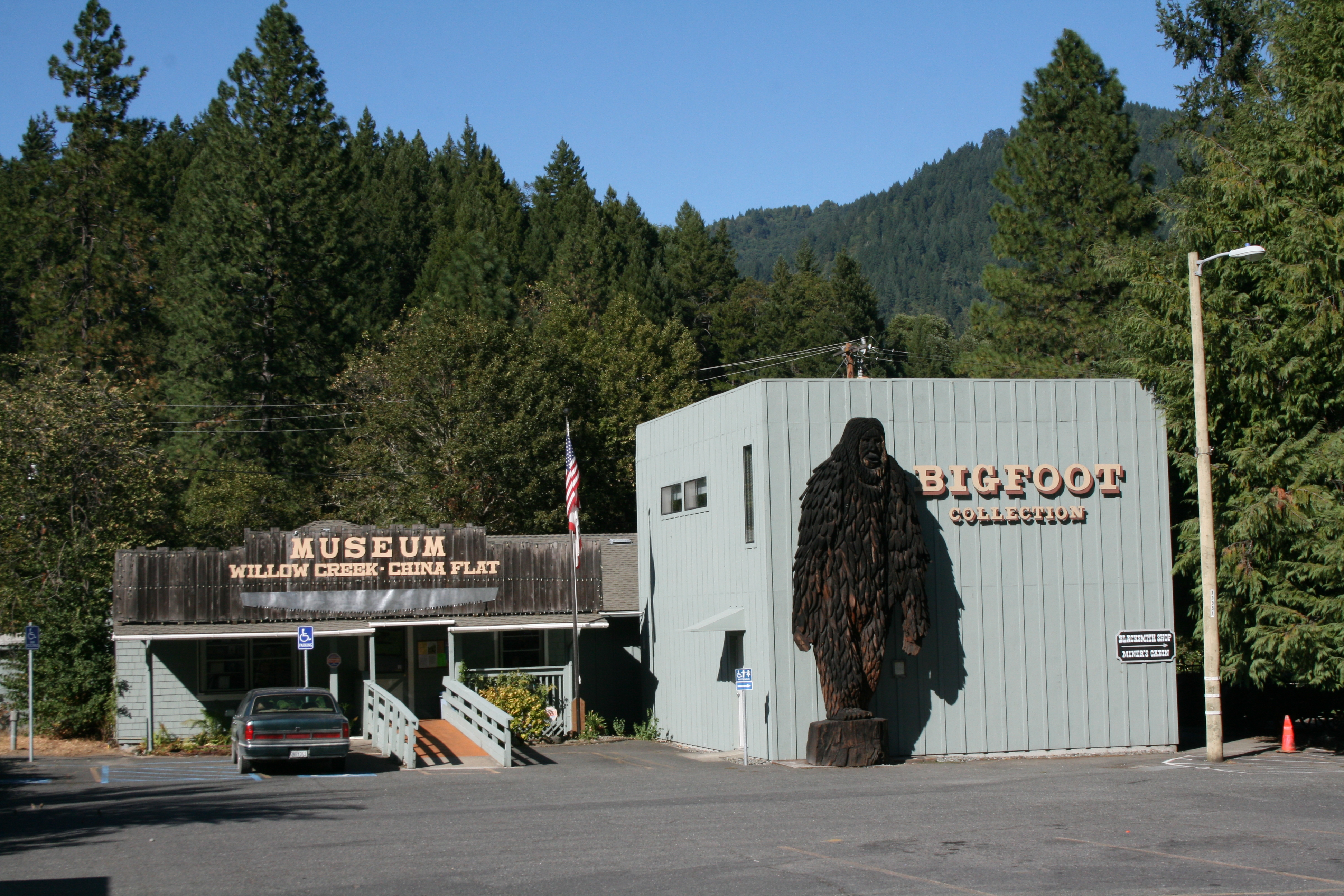
Das Sasquatchweibchen, ihr Junges und der kleine Sasquatch stehen irgendwann vor dem Bigfoot-Museum in Willow Creek

Im Herbst bringt das Sasquatchweibchen ihr Junges zur Welt. Nun ziehen sie zu dritt weiter. Im Wald entdecken sie ein rotes Zelt mit Campingstühlen davor. Sie probieren von den bunten Dingen, die sie im Zelt finden. Als sie interessiert ein Radio betastet, spielt das Gerät den Song Love to Hate You von Erasure. Sie erstarren erst wegen der ihnen unbekannten Musik, dann aber verwüsten sie den Zeltplatz.
Der Winter setzt ein, und während sich das Sasquatchweibchen um ihr Junges kümmert, vergnügt sich der kleine Sasquatch im Schnee. Das Leben im Wald wird für sie immer gefährlicher. Erst entdecken sie von Menschen aufgestellte Tierfallen, die sie entschärfen, dann stehen sie plötzlich vor einer großen Holzfigur. Sie sind in der kleinen Bergstadt Willow Creek gelandet, wo in einem Bigfoot-Museum der Mythos um die Sasquatches bewahrt wird.

## Produktion

### Regie, Drehbuch und Filmaufbau
Regie führten David Zellner und sein Bruder Nathan Zellner, bekannt auch als „The Zellner Brothers“. Gemeinsam drehten sie den 2014 veröffentlichten Film Kumiko, the Treasure Hunter und zuletzt den Western Smoking Gun – Nicht jede Frau will gerettet werden. Es handelt sich bei Sasquatch Sunset um die achte gemeinsame Spielfilmproduktion der Brüder. Nathan Zellner schrieb auch das Drehbuch für den Film. Ihre Begeisterung für den mythischen „Sasquatch“, die kanadische Bezeichnung für ein Fabelwesen, das im deutschen Sprachraum als „Bigfoot“ bekannt ist, bewiesen die Zellners bereits mit ihrem 2010 gedrehten surrealistischen Kurzfilm Sasquatch Birth Journal 2, in dem sie die Geburt des Sasquatch zeigten.
Der Film ist in vier Kapitel, von Frühling bis Winter, aufgeteilt und kommt ohne verständliche Dialoge aus.

### Besetzung und Kostüme
Nathan Zellner ist im Film zudem in einer der Hauptrollen als das Alphamännchen der Gruppe zu sehen. Bereits in Smoking Gun spielte er selbst. Die weiteren Mitglieder der Gruppe werden von Riley Keough, einer Enkelin von Elvis-Presley, Jesse Eisenberg und Christophe Zajac-Denek gespielt. Eisenberg tritt auch als einer der Produzenten des Films in Erscheinung.
Die „Sasquatch“-Kostüme wurden von Steve Newborn gestaltet. Das Creature Design übernahm Daniel Carrasco.

### Dreharbeiten
Die Dreharbeiten fanden im Jahr 2022 im Humboldt County statt, einer abgelegenen, meist bewaldeten und gebirgigen Region an der nordwestlichen Pazifikküste des US-Bundesstaates Kalifornien. Die letzten Einstellungen entstanden vor dem Bigfoot-Museum in Willow Creek. Als Kameramann fungierte Mike Gioulakis.

### Filmmusik und Veröffentlichung

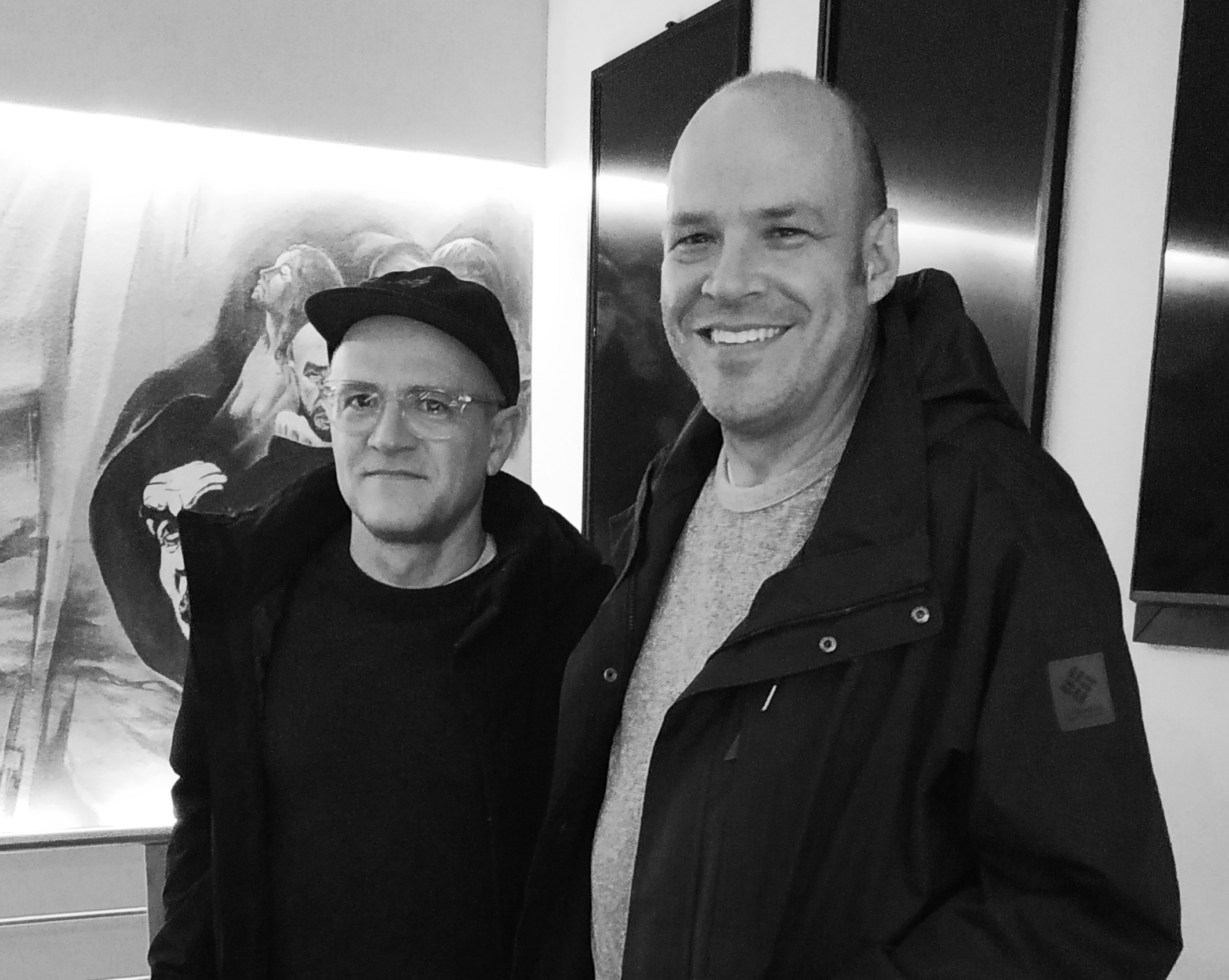
Im Februar 2024 stellten David und Nathan Zellner ihren Film bei den Internationalen Filmfestspielen Berlin vor

Die Filmmusik steuerte die US-amerikanische Indietronica-Band The Octopus Project bei. Regisseur David Zellner schrieb das Schlusslied mit dem Titel Creatures of Nature, das von Keough gesungen wird und in dessen Refrain es heißt: „Den Kreaturen der Natur ist es egal, ob sie dir gefallen.“ Das Soundtrack-Album mit insgesamt 23 Musikstücken wurde am 12. April 2024 von Milan Records als Download veröffentlicht.
Die Weltpremiere fand am 19. Januar 2024 beim Sundance Film Festival statt. Im Februar 2024 wurde Sasquatch Sunset bei den Internationalen Filmfestspielen Berlin in der Reihe Berlinale Special gezeigt. Die Deutschlandpremiere fand in Anwesenheit der Regisseure David und Nathan Zellner im Berliner Zoo Palast statt. Kurz zuvor wurde der erste Trailer veröffentlicht. Im März 2024 wurde der Film beim South by Southwest Film Festival vorgestellt. Am 12. April 2024 kam der Film im Verleih von Bleecker Street in ausgewählte US-Kinos. Im Juni 2024 wurde der Film beim Sundance Film Festival: London und beim Sydney Film Festival gezeigt. Im August 2024 wird der Film beim New Zealand International Film Festival vorgestellt.

## Rezeption

### Altersfreigabe
In den USA erhielt der Film von der MPAA ein R-Rating, was einer Freigabe ab 17 Jahren entspricht.

### Kritiken
Von den bei Rotten Tomatoes aufgeführten Kritiken sind 75 Prozent positiv bei einer durchschnittlichen Bewertung mit 6,9 von 10 möglichen Punkten. Bei Metacritic erhielt der Film einen Metascore von 66 von 100 möglichen Punkten. Sasquatch Sunset und der genutzte Humor wurden dabei immer wieder als Slapstick beschrieben, den man mögen müsse, um den Film schätzen zu wissen.

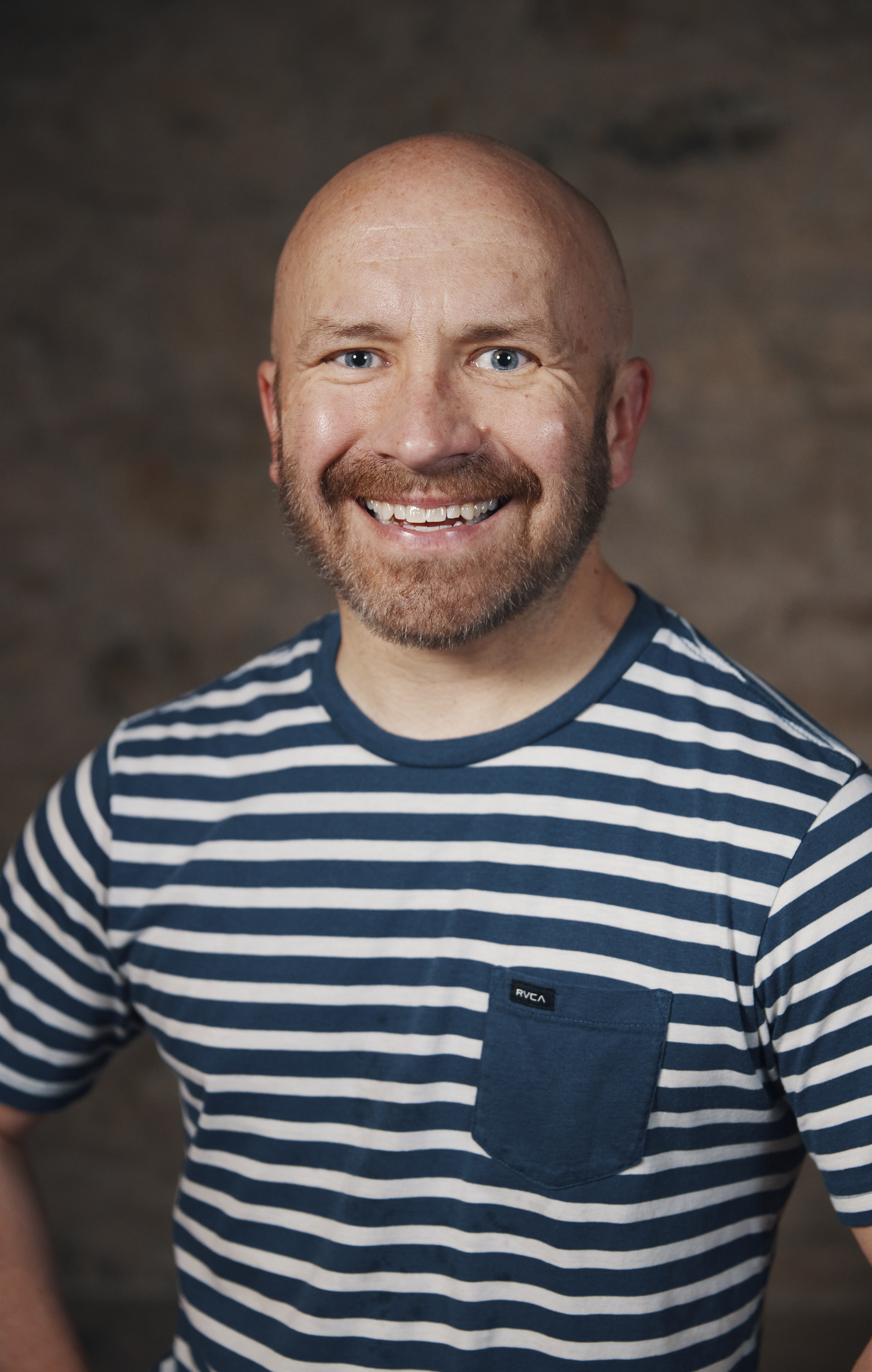
Christophe Zajac-Denek spielt das jüngste Mitglied der Sasquatch-Familie

David Fear schreibt in seiner Kritik bei Rolling Stone, Sasquatch Sunset, der vier Missing Links über ein Jahr hinweg begleitet, sehe wie ein Dokumentarfilm aus, irgendwo zwischen National Geographic und Adult Swim, und sei von der Struktur her experimentell und erfahrungsorientiert angelegt, sodass der Zuschauer auf den XXL-Spuren dieser Kreaturen wandelnd die Schönheit und den Schrecken der Natur so erleben kann, wie es diese sanften Riesen tun. So verändere sich die eigene Denkweise, vor allem in den letzten fünf Minuten des Films. Fear resümiert die Botschaft von Sasquatch Sunset mit den Worten: „Eine Familie ist eine Familie, ob mit verfilztem Fell bedeckt oder nicht.“
Christian Pogatetz schreibt in seiner Kritik bei uncut.at, in manchen Momenten wirke das Konzept nicht ganz zu Ende gedacht, nicht jede Pointe sitze und nicht jeder Versuch, auf die Tränendrüse zu drücken, gehe auf. Als konsequentes Stilexperiment müsse man Sasquatch Sunset in seinem Mut zum vollkommenen Irrsinn aber bewundern, und einem Film, in dem Pupsen und Poesie einander lediglich millimeterweit entfernt liegen, dem könne man einfach schwer böse sein.

### Auszeichnungen
Hollywood Music in Media Awards 2024
- Nominierung als Beste Filmmusik – Independent-Film (The Octopus Project)
- Nominierung als Bester Song in einem Independent-Film (The Creatures of Nature, Toto Miranda, Yvonne Lambert, Josh Lambert und Riley Keough)[25]

Leiden International Filmfestival 2024
- Nominierung im Bonkers! Competition[26]

South by Southwest Film Festival 2024
- Nominierung für den Publikumspreis